# 프로트의 정리
프로트의 정리는 수론에서 프로트 수에 대한 소수 판별법이다.
만일 {\displaystyle p}가 {\displaystyle k<2^{n}}이고, 홀수 {\displaystyle k}를 갖는 {\displaystyle k\cdot 2^{n}+1}형태의 프로트 수일 때, 어떤 정수 {\displaystyle a}에 대해서 다음과 같이 표현될 수 있다면,
{\displaystyle a^{\frac {p-1}{2}}\equiv -1{\pmod {p}}}
{\displaystyle p}는 소수 (이때 이 소수는 프로트 소수라고 한다)이다. 이 소수 판별법은 프로트 수에 대해서는 매우 단순하고 유용하다.

## 적용 예제
프로트 정리를 적용하면 다음과 같다:
- {\displaystyle p=3}일 때, {\displaystyle 2^{\frac {3-1}{2}}+1=2^{1}+1=3}는 3으로 나누어떨어진다. 그러므로 3은 소수이다.
- {\displaystyle p=5}일 때, {\displaystyle 3^{\frac {5-1}{2}}+1=3^{2}+1=10}는 5로 나누어떨어진다. 그러므로 5는 소수이다.
- {\displaystyle p=13}일 때, {\displaystyle 5^{\frac {13-1}{2}}+1=5^{6}+1=15626}는 13으로 나누어떨어진다. 그러므로 13은 소수이다.
- {\displaystyle p=9}일 때, 소수가 아니므로 9로 나누어떨어지는 수 {\displaystyle a^{4}+1}의 {\displaystyle a}는 존재하지 않는다.

가장 작은 프로트 소수부터 차례대로 나열하면 다음과 같다. (OEIS의 수열 A080076):
3, 5, 13, 17, 41, 97, 113, 193, 241, 257, 353, 449, 577, 641, 673, 769, 929, 1153
2020년을 기준으로 지금까지 알려진 프로트 소수 중에서 가장 큰 수는 2016년에 발견된 10223 × 231172165 + 1이다. 이 소수는 9,383,761자리이고, 현재까지 발견된 소수들 중 메르센 소수가 아닌 소수 중에서는 가장 큰 소수이다.

## 역사
농부였던 아마추어 수학자, 프랑수아 프로트 (1852년 - 1879년)는 1878년경에 이 정리를 발견했다.

## 같이 보기
- 시에르핀스키 수